# Institut für Medizinische Mikrobiologie Gießen
Das Institut für Medizinische Mikrobiologie in Gießen ist Teil der Universitätsklinikum Gießen und Marburg GmbH sowie des Fachbereichs Medizin der Justus-Liebig-Universität Gießen. Es ist für die mikrobiologische Diagnostik (Bakteriologie, Mykologie, Parasitologie und Serologie) des Universitätsklinikums, sowie externer Einsender verantwortlich. Es ist in Lehre für Studierende der Medizin, Zahnmedizin, Veterinärmedizin, Ökotrophologie, Agrarwissenschaften, Biologie und Chemie und der Ausbildung von medizinisch-technischen Assistenten, Hebammen und Pflegekräften eingebunden.
Das Institut führt interdisziplinäre klinisch-orientierte Forschungen durch, die sowohl erreger- als auch patientenorientiert ausgerichtet sind und Bereiche wie die Innere Medizin, die Unfallchirurgie, die Anästhesiologie, die Zahn-, Mund- und Kieferheilkunde, die Herz- und Gefäßchirurgie, die Urologie, die Dermatologie und Andrologie, die Anatomie und Zellbiologie, die Transfusionsmedizin und die Pharmakologie umfasst.
Besondere Schwerpunkte sind integrative funktionale Genomforschungen in der Infektiologie und Forschungen zu Listerien und molekulare Sepsis. Das Institut ist Teil des Gießener Research Centers in Infectious Diseases (GRID) und von SIPAGE (Signatures, Pathways, Genes) „From Pathogen-Induced Signatures to Therapeutic Target Genes: Comparative and Functional Analysis of the Inflammatory Response in Health and Disease“ im Netzwerk "Infektion und Entzündung" (Nationales Genomforschungsnetz (NGFN)).
In Gießen wird das ERA-NET PathoGenoMics-Projekt "SPATELIS", welches sich mit der räumlich-zeitlichen Analyse von Listerien-Wirts-Proteinwechselwirkungen befasst, koordiniert. SPATELIS ist Teil des "VIRLIS"-Verbundes, der von Frau Professor Pascale Cossart vom Pasteur-Institut in Paris geleitet wird. Dieser Forschungsverbund erhielt für seine weltweit führenden Forschungsarbeiten auf dem Gebiet der Infektionsbiologie und der Entwicklung neuer Strategien zur Bekämpfung von Listerien-Bakterien 2007 den Descartes-Preis. Mit dem nach René Descartes benannten Preis zeichnet die Europäische Kommission jährlich die erfolgreichsten transnationalen Forschungsprojekte Europas aus.
Heutiger Direktor des Instituts ist Trinad Chakraborty.

## Geschichte
Das Institut für Medizinische Mikrobiologie ist aus dem Lehrstuhl für Hygiene, der zum 1. Oktober 1888 für die neuen Fächer Bakteriologie und Hygiene etabliert wurde, hervorgegangen. Gründer und erster Ordinarius war Georg Gaffky, der 1904 als Nachfolger seines Lehrers Robert Koch nach Berlin ging.
Als Nachfolger Gaffkys wurde Hermann Kossel, ebenfalls ein Schüler Kochs, berufen, der das Institut bis zu seiner Berufung an die Ruprecht-Karls-Universität Heidelberg im Jahre 1910 leitete. Ihm folgte für vier Jahre Rudolf Otto Neumann, ein Schüler von Karl Bernhard Lehmann mit Schwerpunkt Tropenmedizin. Nachdem er 1914 an die Universität Bonn wechselte, wurde Karl Paul Schmidt nach Gießen berufen. Er leitete das Institut bis zu seinem Wechsel an die Universität Halle 1917 und machte sich, wie sein Nachfolger Emil Gottschlich besonders um die Gewerbehygiene verdient. Weitere Leiter waren Philalethes Kuhn (bis zu seiner Emeritierung 1935), Heinrich Kliewe, Adolf Seiser und Friedrich Erhard Haag.
Bei einem Bombenangriff am 6. Dezember 1944 wurden die Gebäude des Hygiene-Institutes und des Hessischen Untersuchungsamtes für Infektionskrankheiten, welches seit 1911 ein selbständiges Institut war, vollständig zerstört. Haag starb im Februar 1945.
Bis zum Ende des Zweiten Weltkriegs wurden die Labore nach Lich in Räume des Licher Schlosses und der Brauerei Ihring-Melchior ausgelagert.
Danach begann im April 1945 die Einrichtung des Hygiene-Instituts in Räumen des Veterinärhygienischen und Tierseuchen-Instituts an der Frankfurter Straße. 
Nach dem Fortgang von Kliewe nach Mainz im Jahr 1946 wurde 1947 das Hessische Untersuchungsamt für Infektionskrankheiten, dessen Leiter er seit 1928 gewesen war, dem Hygiene-Institut wieder angeschlossen. Damit war das Hygiene-Institut zugleich wieder Medizinaluntersuchungsamt für die Stadt und den Landkreis Gießen sowie für den Wetterau und Vogelsbergkreis.
Im Jahr 1949 wurde Berthold Kemkes, ein Schüler von Max Neisser, zum kommissarischen Direktor des Instituts ernannt und 1951 auf den Lehrstuhl für Hygiene berufen.
1958 konnte eine 1956 begonnener Neubau des Instituts in der Friedrichstraße 16 bezogen werden. Im gleichzeitig fertiggestellten Hörsaalgebäude stand nunmehr ein Kursraum mit 70 Plätzen und ein Hörsaal für 120 Hörer zur Verfügung. Kemkes erwarb sich Verdienste um den Ausbau der Lehranstalt für Medizinisch-Technische Assistentinnen. 
In den 60er Jahren beschloss die Medizinische Fakultät im Rahmen der Neuordnung des Faches Hygiene die Einrichtung von separaten Lehrstühlen für Virologie, für Medizinische Mikrobiologie und für Hygiene. 
1970 wurde Hans-Jobst Wellensiek für den Lehrstuhl für Medizinische Mikrobiologie berufen und übernahm bis zur Berufung von Ernst Gerhard Beck im Jahr 1974 die kommissarische Leitung des Hygiene-Instituts. 1972 wurden die Institute für Virologie und für Medizinische Mikrobiologie in einem neuerrichteten Mehrzweckgebäude in der Frankfurter Straße 107 untergebracht. Die Aufgaben des Medizinaluntersuchungsamtes wurden von allen drei Instituten arbeitsteilig wahrgenommen. Mit der Berufung von Wellensiek änderten sich die wissenschaftlichen Schwerpunkte des mikrobiologischen Instituts. Im Mittelpunkt standen nunmehr Untersuchungen über Bakterien, ihre Pathogenitätsmechanismen und die Wirkungsweise bakterieller Toxine, sowie die verbesserte Diagnostik bakterieller Infektionen wie Lues, Borreliose, sowie die Untersuchung urogenitaler Infektionen durch Mycoplasmen und Chlamydien.
Von 1985 bis 1990 war Mardjan Arvand als Doktorandin im Institut tätig, die 2003 bis 2008 als Professorin für Molekulare Bakteriologie an der Universität Rostock lehrte. 
Unter Wellensiek wurde unter anderem Hans Gerd Schiefer, von 1975 bis zu seiner Emeritierung am Institut tätig war, und Sucharit Bhakdi habilitiert. Bhakdi arbeitete von 1977 bis 1990 am Institut. Er wurde 1982 zum C2-Professor und 1987 zum C3-Professor für Medizinische Mikrobiologie an der Universität Gießen ernannt, bevor er 1990 an die Universität Mainz berufen wurde.
Als Nachfolger von Bhakdi wurde zum 1. Mai 1992 der Würzburger Mikrobiologe Trinad Chakraborty auf die Professur für Infektionsepidemiologie berufen und zum 1. Dezember 1997 als Nachfolger von Hans-Jobst Wellensiek zum geschäftsführenden Direktor des Institutes ernannt.